# Grande Fratello (undicesima edizione)
L'undicesima edizione del reality show Grande Fratello è andata in onda in diretta in prima serata su Canale 5 dal 18 ottobre 2010 al 18 aprile 2011. È durata 183 giorni, ed è stata condotta per la sesta volta consecutiva da Alessia Marcuzzi, affiancata per la quarta volta consecutiva dall'opinionista Alfonso Signorini.
In quest'edizione sono state apportate rilevanti modifiche al format. Fra le novità più importanti, si nota l'abolizione della passerella d'ingresso (i concorrenti entravano nella casa dall'area dell'"Arena") e la "Porta rossa" è stata spostata sotto la casa. La casa è stata completamente ricostruita ed è più ampia rispetto a quella della decima edizione, con un "tugurio" molto ampio e una serie di stanze che sono state rivelate nel corso delle prime settimane di gioco.
Anche il Palastudio dal quale Alessia Marcuzzi conduce ogni lunedì sera la diretta televisiva è stato completamente rinnovato, con una scenografia più tecnologica. In un primo momento, il montepremi per il concorrente vincitore doveva essere di 250 000 euro, ma successivamente, visto l'allungamento del programma di circa due settimane del previsto, è salito a 300 000 euro. I concorrenti hanno trascorso le festività del Natale e del Capodanno all'interno della casa, in quanto il reality ha coperto entrambe le parti della stagione televisiva dell'emittente Mediaset, quella autunnale e quella primaverile, durando appunto 6 mesi esatti. I casting e i provini per selezionare i concorrenti iniziarono sabato 20 marzo 2010 e in parte sono proseguiti anche a programma decisamente inoltrato. Uno dei concorrenti è stato scelto online direttamente dai telespettatori, che hanno votato il video di presentazione caricato dagli aspiranti concorrenti sul sito della trasmissione: il concorrente è stato scelto dagli autori tra i 50 video più votati.
Nonostante il buon riscontro di pubblico della puntata d'esordio (quasi 6 milioni di telespettatori), il programma non è più riuscito a mantenere ascolti in grado di superare la concorrenza della Rai. Il reality di Canale 5 ha comunque mantenuto un buon seguito, ma nulla ha potuto contro i programmi di punta della concorrenza come Vieni via con me e Il commissario Montalbano, che totalizzavano una media tra i 9 e i 10 milioni di telespettatori. Ma anche quando ha avuto come rivali delle fiction esordienti o meno collaudate come Paura di amare e Fuoriclasse, non è riuscito a fare meglio di Rai 1.
La diretta 24 ore su 24 è stata trasmessa dai canali Premium Extra 1 e Premium Extra 2 di Mediaset Premium, mentre Canale 5 ha trasmesso dal lunedì al sabato una striscia quotidiana registrata, all'interno del talk show pomeridiano Pomeriggio Cinque, e all'interno del contenitore domenicale Domenica Cinque, trasmissioni entrambe condotte (in solitaria) dalla sola conduttrice Barbara D'Urso; dal 2011 il contenitore domenicale Domenica Cinque è condotto dalla coppia Claudio Brachino e Federica Panicucci. Ulteriori pillole e repliche del day-time sono state trasmesse da La5 sul digitale terrestre e anche ogni mattina dal contenitore Mattino Cinque (in onda su Canale 5), con la conduzione a coppia di Federica Panicucci e Paolo Del Debbio. Da quest'edizione è stata cancellata la puntata reunion La nostra avventura, probabilmente a causa dei bassi ascolti fatti registrare da tale puntata speciale nell'edizione precedente.
L'edizione è stata vinta da Andrea Hirai Cocco, che si è aggiudicato il montepremi di 300 000 €.

## La casa
La casa, dopo essere stata rasa al suolo alla fine della decima edizione, è stata completamente ristrutturata e modificata. All'esterno, la passerella delle edizioni precedenti è stata definitivamente abolita. L'ingresso è stato spostato in Arena, ma, prima di giungere in casa, i concorrenti dovevano percorrere una scalinata alta più di 10 metri. L'intera abitazione, costruita con materiali ecologici e riciclati, presentava un design molto moderno. Gli spazi erano tutti strettamente collegati tra di loro e le stanze, ad eccezione delle camere da letto, affacciavano tutte sul giardino. La cucina presentava pareti di cristallo e il soggiorno comprendeva la zona piscina, un divano lungo 16 metri e un caminetto con fiamme virtuali. In aggiunta, l'abitazione presentava anche due camere da letto matrimoniali e pareti trasparenti, mentre il tugurio, era di dimensioni molto più ampie rispetto a quello della passata edizione.
C'era anche una stanza, soprannominata Caveau (quella che nella scorsa edizione era la Stanza delle Scelte), nella quale i concorrenti erano tenuti a prendere delle decisioni. L'arredamento di quest'ultimo era composto da due gabbie ed un'estesa parete di cassette di sicurezza. Il 21 febbraio 2011 è stata rivelata anche la suite, una camera arredata in stile orientale che comprendeva comfort di ogni tipo e un'illuminazione soffusa data da lampade d'atmosfera. Al momento dell'uscita del concorrente, la regia sorvolava sul momento limitandosi a riprendere (almeno durante la diretta del lunedì) i saluti e gli abbracci dei concorrenti eliminati.

## Concorrenti
L'età dei concorrenti si riferisce al momento dell'ingresso nella casa.
| Concorrente                | Età     | Professione                                           | Luogo di nascita        | Stato                |
| -------------------------- | ------- | ----------------------------------------------------- | ----------------------- | -------------------- |
| Andrea Hirai Cocco         | 32 anni | Modello, responsabile di Pubbliche Relazioni          | Roma                    | Vincitore            |
| Ferdinando Giordano        | 30 anni | Commesso                                              | Salerno                 | Secondo classificato |
| Margherita Zanatta         | 28 anni | Speaker radiofonica                                   | Varese                  | Terza classificata   |
| Jimmy Barba                | 39 anni | Ballerino, agricoltore                                | Londra                  | Quarto classificato  |
| Rosa Baiano                | 23 anni | Studentessa, indossatrice                             | Caserta                 | Eliminata            |
| Emanuele Pagano            | 26 anni | Carpentiere, modello                                  | Firenze                 | Eliminato            |
| Davide Roberto Baroncini   | 22 anni | Rappresentante                                        | San Giovanni La Punta   | Eliminato            |
| Rajae Bezzaz               | 21 anni | Interprete                                            | Tripoli                 | Eliminata            |
| Biagio D'Anelli            | 27 anni | Organizzatore di eventi                               | Rodi Garganico          | Eliminato            |
| Giordana Sali              | 23 anni | Responsabile di pubbliche relazioni                   | Ostia                   | Eliminata            |
| Guendalina Tavassi         | 24 anni | Attrice                                               | Roma                    | Eliminata            |
| Angelica Livraghi          | 22 anni | Barista                                               | Roma                    | Eliminata            |
| Raoul Elvio Tulli          | 36 anni | Macellaio                                             | Roma                    | Eliminato            |
| Roberto Manfredini         | 29 anni | Ballerino, modello                                    | Carpi                   | Eliminato            |
| Erinela Bitri              | 23 anni | Commessa                                              | Berat                   | Eliminata            |
| Valentina Costanzo         | 25 anni | Proprietaria di un bar                                | Roma                    | Eliminata            |
| Nathan Lelli               | 24 anni | Muratore                                              | Castel San Pietro Terme | Espulso              |
| Olivia Lechner             | 29 anni | Impiegata                                             | Salisburgo              | Eliminata            |
| Rosalba "Rosy" Maggiulli   | 22 anni | Barista                                               | Andria                  | Ritirata             |
| Giuliano Cimetti           | 36 anni | Operaio, gigolò                                       | Fino Mornasco           | Eliminato            |
| Pietro Titone              | 24 anni | Ex rappresentante, ex calciatore                      | Palermo                 | Espulso              |
| Matteo Casnici             | 32 anni | Fotomodello                                           | Desenzano del Garda     | Espulso              |
| Massimo Scattarella        | 35 anni | Personaggio TV, ex Concorrente del Grande Fratello 10 | Bari                    | Espulso              |
| Ferdinando "Nando" Colelli | 23 anni | Operaio                                               | Aprilia                 | Eliminato            |
| Francesca Giaccari         | 26 anni | Docente                                               | San Pietro Vernotico    | Eliminata            |
| David Lyoen                | 26 anni | Funzionario commerciale                               | Neuilly-sur-Seine       | Eliminato            |
| Caroline Cecere            | 22 anni | Modella, ballerina                                    | Salvador                | Eliminata            |
| Ilaria Natali              | 25 anni | Commessa, hostess, baby sitter                        | Firenze                 | Eliminata            |
| Sheila Capodanno           | 28 anni | Giornalista                                           | Napoli                  | Eliminata            |
| Alessandro Marino          | 37 anni | Violinista, arrangiatore, producer, modello           | Salerno                 | Eliminato            |
| Davide Clivio              | 23 anni | Studente, modello                                     | Atri                    | Eliminato            |
| Elisa Lisitano             | 22 anni | Studentessa                                           | Augusta                 | Eliminata            |
| Norma Silvestri            | 27 anni | Ballerina                                             | Kinshasa                | Eliminata            |
| Cristina Nadia Alberto     | 27 anni | Giornalista                                           | Milano                  | Eliminata            |

## Tabella delle nomination
Legenda
     Concorrente non nominabile per classifica o per decisione del Grande Fratello
     Concorrente nominato

|             | Settimana 2                | Settimana 3             | Settimana 4             | Settimana 5              | Settimana 6                  | Settimana 7              | Settimana 8                      | Settimana 9                       | Settimana 10            | Settimana 10                         | Settimana 11            | Settimana 12            | Settimana 13               | Settimana 14             | Settimana 15            | Settimana 16                | Settimana 17                      | Settimana 18              | Settimana 19            | Settimana 20                      | Settimana 21                 | Settimana 22               | Settimana 22             | Settimana 23            | Settimana 24                 | Settimana 25               | Settimana 25           | Settimana 25           | Ultima settimana                   | Ultima settimana                   | Numero totale di nomination |
| ----------- | -------------------------- | ----------------------- | ----------------------- | ------------------------ | ---------------------------- | ------------------------ | -------------------------------- | --------------------------------- | ----------------------- | ------------------------------------ | ----------------------- | ----------------------- | -------------------------- | ------------------------ | ----------------------- | --------------------------- | --------------------------------- | ------------------------- | ----------------------- | --------------------------------- | ---------------------------- | -------------------------- | ------------------------ | ----------------------- | ---------------------------- | -------------------------- | ---------------------- | ---------------------- | ---------------------------------- | ---------------------------------- | --------------------------- |
| Andrea      | Cristina                   | Norma                   | Clivio                  | David                    | Alessandro                   | David                    | Ilaria                           | Angelica                          | David                   | Nominato                             | Rosa                    | Giuliano                | Giuliano                   | Olivia                   | Roberto                 | Raoul                       | Roberto                           | Raoul Roberto             | Biagio Raoul            | Emanuele                          | Biagio Giordana              | Biagio Giordana            | Jimmy                    | Emanuele                | Emanuele Jimmy               | Emanuele                   | Margherita             | Jimmy                  | Vincitore (Giorno 183)             | Vincitore (Giorno 183)             | 20                          |
| Ferdinando  | Immune                     | Immune                  | Immune                  | Clivio                   | Immune                       | Sheila                   | Ilaria                           | Immune                            | Immune                  | Francesca                            | Nando                   | Olivia                  | Olivia                     | Olivia                   | Roberto                 | Biagio                      | Erinela                           | Raoul Roberto             | Biagio Raoul            | Davide                            | Davide Guendalina            | Biagio Davide              | Biagio                   | Rajae                   | Andrea Davide                | Margherita                 | Jimmy                  | Margherita             | Secondo classificato (Giorno 183)  | Secondo classificato (Giorno 183)  | 5                           |
| Margherita  | Rosa                       | Matteo                  | Elisa                   | Matteo                   | Alessandro                   | Francesca                | Ilaria                           | Matteo                            | Francesca               | Francesca                            | Rosa                    | Giuliano                | Giuliano                   | Biagio                   | Biagio                  | Biagio                      | Ferdinando                        | Biagio Ferdinando         | Biagio Raoul            | Biagio                            | Giordana Rajae               | Biagio Giordana            | Biagio                   | Emanuele                | Emanuele Jimmy               | Emanuele                   | Andrea                 | Jimmy                  | Terza classificata (Giorno 183)    | Terza classificata (Giorno 183)    | 9                           |
| Jimmy       | Non in casa                | Non in casa             | Non in casa             | Non in casa              | Non in casa                  | Non in casa              | Non in casa                      | Non in casa                       | Non in casa             | Non in casa                          | Immune                  | Immune                  | Giuliano                   | Rosy                     | Biagio                  | Biagio                      | Erinela                           | Biagio Roberto            | Biagio Raoul            | Biagio                            | Andrea Guendalina            | Biagio Giordana            | Biagio                   | Rajae                   | Andrea Davide                | Andrea                     | Ferdinando             | Rosa                   | Quarto classificato (Giorno 183)   | Quarto classificato (Giorno 183)   | 11                          |
| Rosa        | Clivio                     | Matteo                  | David                   | David                    | Andrea                       | David                    | Ilaria                           | Andrea                            | David                   | Andrea                               | Andrea                  | Olivia                  | Olivia                     | Olivia                   | Roberto                 | Valentina                   | Erinela                           | Biagio Raoul              | Biagio Raoul            | Davide                            | Davide Guendalina            | Biagio Davide              | Davide                   | Davide                  | Davide Jimmy                 | Jimmy                      | Ferdinando             | Jimmy                  | Eliminata (Giorno 176)             | Eliminata (Giorno 176)             | 11                          |
| Emanuele    | Non in casa                | Non in casa             | Non in casa             | Non in casa              | Non in casa                  | Non in casa              | Non in casa                      | Non in casa                       | Non in casa             | Non in casa                          | Non in casa             | Non in casa             | Non in casa                | Immune                   | Roberto                 | Valentina                   | Roberto                           | Raoul Roberto             | Biagio Raoul            | Biagio                            | Guendalina Rajae             | Biagio Giordana            | Biagio                   | Rajae                   | Andrea Davide                | Andrea                     | Eliminato (Giorno 176) | Eliminato (Giorno 176) | Eliminato (Giorno 176)             | Eliminato (Giorno 176)             | 14                          |
| Davide      | Clivio                     | Norma                   | Elisa                   | Clivio                   | Sheila                       | David                    | Ilaria                           | Angelica                          | David                   | Andrea                               | Margherita              | Giuliano                | Olivia                     | Olivia                   | Nathan                  | Biagio                      | Biagio                            | Biagio Ferdinando         | Biagio Raoul            | Angelica                          | Giordana Rajae               | Biagio Giordana            | Biagio                   | Emanuele                | Emanuele Jimmy               | Eliminato (Giorno 169)     | Eliminato (Giorno 169) | Eliminato (Giorno 169) | Eliminato (Giorno 169)             | Eliminato (Giorno 169)             | 17                          |
| Rajae       | Non in casa                | Non in casa             | Non in casa             | Non in casa              | Non in casa                  | Non in casa              | Non in casa                      | Non in casa                       | Non in casa             | Non in casa                          | Non in casa             | Non in casa             | Non in casa                | Non in casa              | Non in casa             | Non in casa                 | Non in casa                       | Non in casa               | Immune                  | Immune                            | Emanuele Giordana            | Biagio Giordana            | Biagio                   | Emanuele                | Eliminata (Giorno 162)       | Eliminata (Giorno 162)     | Eliminata (Giorno 162) | Eliminata (Giorno 162) | Eliminata (Giorno 162)             | Eliminata (Giorno 162)             | 9                           |
| Biagio      | Non in casa                | Non in casa             | Non in casa             | Non in casa              | Non in casa                  | Non in casa              | Non in casa                      | Non in casa                       | Non in casa             | Non in casa                          | Non in casa             | Non in casa             | Immune                     | Rosy                     | Roberto                 | Raoul                       | Erinela                           | Raoul Roberto             | Jimmy Raoul             | Jimmy                             | Andrea Margherita            | Davide Giordana            | Davide                   | Eliminato (Giorno 155)  | Eliminato (Giorno 155)       | Eliminato (Giorno 155)     | Eliminato (Giorno 155) | Eliminato (Giorno 155) | Eliminato (Giorno 155)             | Eliminato (Giorno 155)             | 53                          |
| Giordana    | Non in casa                | Non in casa             | Non in casa             | Non in casa              | Non in casa                  | Non in casa              | Non in casa                      | Non in casa                       | Immune                  | Ritirata (Giorno 65)                 | Ritirata (Giorno 65)    | Ritirata (Giorno 65)    | Ritirata (Giorno 65)       | Ritirata (Giorno 65)     | Ritirata (Giorno 65)    | Ritirata (Giorno 65)        | Ritirata (Giorno 65)              | Ritirata (Giorno 65)      | Immune                  | Immune                            | Guendalina Rajae             | Davide Rajae               | Eliminata (Giorno 155)   | Eliminata (Giorno 155)  | Eliminata (Giorno 155)       | Eliminata (Giorno 155)     | Eliminata (Giorno 155) | Eliminata (Giorno 155) | Eliminata (Giorno 155)             | Eliminata (Giorno 155)             | 12                          |
| Guendalina  | Rosa                       | Matteo                  | Elisa                   | David                    | Alessandro                   | David                    | Ilaria                           | Immune                            | David                   | Francesca                            | Rosa                    | Pietro                  | Giuliano                   | Biagio                   | Biagio                  | Biagio                      | Ferdinando                        | Ferdinando Roberto        | Emanuele Raoul          | Angelica                          | Giordana Rajae               | Eliminata (Giorno 148)     | Eliminata (Giorno 148)   | Eliminata (Giorno 148)  | Eliminata (Giorno 148)       | Eliminata (Giorno 148)     | Eliminata (Giorno 148) | Eliminata (Giorno 148) | Eliminata (Giorno 148)             | Eliminata (Giorno 148)             | 5                           |
| Angelica    | Immune                     | Immune                  | Immune                  | Immune                   | Alessandro                   | David                    | Ilaria                           | Andrea                            | Nando                   | Andrea                               | Nando                   | Olivia                  | Giuliano                   | Olivia                   | Roberto                 | Valentina                   | Erinela                           | Raoul Roberto             | Biagio Raoul            | Davide                            | Eliminata (Giorno 141)       | Eliminata (Giorno 141)     | Eliminata (Giorno 141)   | Eliminata (Giorno 141)  | Eliminata (Giorno 141)       | Eliminata (Giorno 141)     | Eliminata (Giorno 141) | Eliminata (Giorno 141) | Eliminata (Giorno 141)             | Eliminata (Giorno 141)             | 10                          |
| Raoul       | Non in casa                | Non in casa             | Non in casa             | Non in casa              | Non in casa                  | Non in casa              | Non in casa                      | Non in casa                       | Non in casa             | Non in casa                          | Non in casa             | Non in casa             | Non in casa                | Immune                   | Roberto                 | Biagio                      | Roberto                           | Biagio Roberto            | Biagio Emanuele         | Eliminato (Giorno 134)            | Eliminato (Giorno 134)       | Eliminato (Giorno 134)     | Eliminato (Giorno 134)   | Eliminato (Giorno 134)  | Eliminato (Giorno 134)       | Eliminato (Giorno 134)     | Eliminato (Giorno 134) | Eliminato (Giorno 134) | Eliminato (Giorno 134)             | Eliminato (Giorno 134)             | 19                          |
| Roberto     | Non in casa                | Non in casa             | Non in casa             | Non in casa              | Non in casa                  | Non in casa              | Non in casa                      | Non in casa                       | Non in casa             | Non in casa                          | Non in casa             | Non in casa             | Immune                     | Biagio                   | Nathan                  | Biagio                      | Emanuele                          | Biagio Raoul              | Eliminato (Giorno 127)  | Eliminato (Giorno 127)            | Eliminato (Giorno 127)       | Eliminato (Giorno 127)     | Eliminato (Giorno 127)   | Eliminato (Giorno 127)  | Eliminato (Giorno 127)       | Eliminato (Giorno 127)     | Eliminato (Giorno 127) | Eliminato (Giorno 127) | Eliminato (Giorno 127)             | Eliminato (Giorno 127)             | 20                          |
| Erinela     | Non in casa                | Non in casa             | Non in casa             | Non in casa              | Non in casa                  | Non in casa              | Non in casa                      | Non in casa                       | Non in casa             | Non in casa                          | Non in casa             | Non in casa             | Immune                     | Olivia                   | Nathan                  | Biagio                      | Biagio                            | Eliminata (Giorno 120)    | Eliminata (Giorno 120)  | Eliminata (Giorno 120)            | Eliminata (Giorno 120)       | Eliminata (Giorno 120)     | Eliminata (Giorno 120)   | Eliminata (Giorno 120)  | Eliminata (Giorno 120)       | Eliminata (Giorno 120)     | Eliminata (Giorno 120) | Eliminata (Giorno 120) | Eliminata (Giorno 120)             | Eliminata (Giorno 120)             | 5                           |
| Valentina   | Non in casa                | Non in casa             | Non in casa             | Non in casa              | Non in casa                  | Non in casa              | Non in casa                      | Non in casa                       | Non in casa             | Non in casa                          | Non in casa             | Non in casa             | Immune                     | Biagio                   | Biagio                  | Biagio                      | Eliminata (Giorno 113)            | Eliminata (Giorno 113)    | Eliminata (Giorno 113)  | Eliminata (Giorno 113)            | Eliminata (Giorno 113)       | Eliminata (Giorno 113)     | Eliminata (Giorno 113)   | Eliminata (Giorno 113)  | Eliminata (Giorno 113)       | Eliminata (Giorno 113)     | Eliminata (Giorno 113) | Eliminata (Giorno 113) | Eliminata (Giorno 113)             | Eliminata (Giorno 113)             | 3                           |
| Nathan      | Non in casa                | Non in casa             | Non in casa             | Non in casa              | Non in casa                  | Non in casa              | Non in casa                      | Non in casa                       | Non in casa             | Non in casa                          | Non in casa             | Non in casa             | Immune                     | Rosy                     | Roberto                 | Espulso (Giorno 102)        | Espulso (Giorno 102)              | Espulso (Giorno 102)      | Espulso (Giorno 102)    | Espulso (Giorno 102)              | Espulso (Giorno 102)         | Espulso (Giorno 102)       | Espulso (Giorno 102)     | Espulso (Giorno 102)    | Espulso (Giorno 102)         | Espulso (Giorno 102)       | Espulso (Giorno 102)   | Espulso (Giorno 102)   | Espulso (Giorno 102)               | Espulso (Giorno 102)               | 3                           |
| Olivia      | Non in casa                | Non in casa             | Non in casa             | Non in casa              | Non in casa                  | Non in casa              | Non in casa                      | Non in casa                       | Immune                  | Francesca                            | Rosa                    | Matteo                  | Giuliano                   | Biagio                   | Eliminata (Giorno 99)   | Eliminata (Giorno 99)       | Eliminata (Giorno 99)             | Eliminata (Giorno 99)     | Eliminata (Giorno 99)   | Eliminata (Giorno 99)             | Eliminata (Giorno 99)        | Eliminata (Giorno 99)      | Eliminata (Giorno 99)    | Eliminata (Giorno 99)   | Eliminata (Giorno 99)        | Eliminata (Giorno 99)      | Eliminata (Giorno 99)  | Eliminata (Giorno 99)  | Eliminata (Giorno 99)              | Eliminata (Giorno 99)              | 14                          |
| Rosy        | Non in casa                | Non in casa             | Non in casa             | Non in casa              | Non in casa                  | Non in casa              | Non in casa                      | Non in casa                       | Non in casa             | Non in casa                          | Non in casa             | Non in casa             | Immune                     | Olivia                   | Ritirata (Giorno 92)    | Ritirata (Giorno 92)        | Ritirata (Giorno 92)              | Ritirata (Giorno 92)      | Ritirata (Giorno 92)    | Ritirata (Giorno 92)              | Ritirata (Giorno 92)         | Ritirata (Giorno 92)       | Ritirata (Giorno 92)     | Ritirata (Giorno 92)    | Ritirata (Giorno 92)         | Ritirata (Giorno 92)       | Ritirata (Giorno 92)   | Ritirata (Giorno 92)   | Ritirata (Giorno 92)               | Ritirata (Giorno 92)               | 3                           |
| Giuliano    | Margherita                 | Andrea                  | Clivio                  | Andrea                   | Andrea                       | David                    | Ilaria                           | Angelica                          | Nando                   | Andrea                               | Nando                   | Pietro                  | Andrea                     | Eliminato (Giorno 92)    | Eliminato (Giorno 92)   | Eliminato (Giorno 92)       | Eliminato (Giorno 92)             | Eliminato (Giorno 92)     | Eliminato (Giorno 92)   | Eliminato (Giorno 92)             | Eliminato (Giorno 92)        | Eliminato (Giorno 92)      | Eliminato (Giorno 92)    | Eliminato (Giorno 92)   | Eliminato (Giorno 92)        | Eliminato (Giorno 92)      | Eliminato (Giorno 92)  | Eliminato (Giorno 92)  | Eliminato (Giorno 92)              | Eliminato (Giorno 92)              | 10                          |
| Pietro      | Rosa                       | Matteo                  | Elisa                   | Clivio                   | Alessandro                   | Francesca                | Francesca                        | Angelica                          | Francesca               | Francesca                            | Rosa                    | Giuliano                | Espulsi (Giorno 85)        | Espulsi (Giorno 85)      | Espulsi (Giorno 85)     | Espulsi (Giorno 85)         | Espulsi (Giorno 85)               | Espulsi (Giorno 85)       | Espulsi (Giorno 85)     | Espulsi (Giorno 85)               | Espulsi (Giorno 85)          | Espulsi (Giorno 85)        | Espulsi (Giorno 85)      | Espulsi (Giorno 85)     | Espulsi (Giorno 85)          | Espulsi (Giorno 85)        | Espulsi (Giorno 85)    | Espulsi (Giorno 85)    | Espulsi (Giorno 85)                | Espulsi (Giorno 85)                | 6                           |
| Matteo      | Immune                     | Norma                   | Elisa                   | Clivio                   | Alessandro                   | Sheila                   | Ilaria                           | Angelica                          | Nando                   | Andrea                               | Margherita              | Olivia                  | Espulsi (Giorno 85)        | Espulsi (Giorno 85)      | Espulsi (Giorno 85)     | Espulsi (Giorno 85)         | Espulsi (Giorno 85)               | Espulsi (Giorno 85)       | Espulsi (Giorno 85)     | Espulsi (Giorno 85)               | Espulsi (Giorno 85)          | Espulsi (Giorno 85)        | Espulsi (Giorno 85)      | Espulsi (Giorno 85)     | Espulsi (Giorno 85)          | Espulsi (Giorno 85)        | Espulsi (Giorno 85)    | Espulsi (Giorno 85)    | Espulsi (Giorno 85)                | Espulsi (Giorno 85)                | 11                          |
| Massimo     | Non in casa                | Non in casa             | Non in casa             | Non in casa              | Non in casa                  | Non in casa              | Non in casa                      | Non in casa                       | Non in casa             | Non in casa                          | Nominato                | Immune                  | Espulsi (Giorno 85)        | Espulsi (Giorno 85)      | Espulsi (Giorno 85)     | Espulsi (Giorno 85)         | Espulsi (Giorno 85)               | Espulsi (Giorno 85)       | Espulsi (Giorno 85)     | Espulsi (Giorno 85)               | Espulsi (Giorno 85)          | Espulsi (Giorno 85)        | Espulsi (Giorno 85)      | Espulsi (Giorno 85)     | Espulsi (Giorno 85)          | Espulsi (Giorno 85)        | Espulsi (Giorno 85)    | Espulsi (Giorno 85)    | Espulsi (Giorno 85)                | Espulsi (Giorno 85)                | 0                           |
| Nando       | Clivio                     | Matteo                  | Elisa                   | Clivio                   | Alessandro                   | David                    | Ilaria                           | Angelica                          | David                   | Francesca                            | Rosa                    | Eliminato (Giorno 78)   | Eliminato (Giorno 78)      | Eliminato (Giorno 78)    | Eliminato (Giorno 78)   | Eliminato (Giorno 78)       | Eliminato (Giorno 78)             | Eliminato (Giorno 78)     | Eliminato (Giorno 78)   | Eliminato (Giorno 78)             | Eliminato (Giorno 78)        | Eliminato (Giorno 78)      | Eliminato (Giorno 78)    | Eliminato (Giorno 78)   | Eliminato (Giorno 78)        | Eliminato (Giorno 78)      | Eliminato (Giorno 78)  | Eliminato (Giorno 78)  | Eliminato (Giorno 78)              | Eliminato (Giorno 78)              | 6                           |
| Francesca   | Clivio                     | Pietro                  | Clivio                  | Clivio                   | Alessandro                   | Margherita               | Ilaria                           | Andrea                            | David                   | Nominata                             | Eliminata (Giorno 71)   | Eliminata (Giorno 71)   | Eliminata (Giorno 71)      | Eliminata (Giorno 71)    | Eliminata (Giorno 71)   | Eliminata (Giorno 71)       | Eliminata (Giorno 71)             | Eliminata (Giorno 71)     | Eliminata (Giorno 71)   | Eliminata (Giorno 71)             | Eliminata (Giorno 71)        | Eliminata (Giorno 71)      | Eliminata (Giorno 71)    | Eliminata (Giorno 71)   | Eliminata (Giorno 71)        | Eliminata (Giorno 71)      | Eliminata (Giorno 71)  | Eliminata (Giorno 71)  | Eliminata (Giorno 71)              | Eliminata (Giorno 71)              | 5                           |
| David       | Cristina                   | Andrea                  | Elisa                   | Andrea                   | Sheila                       | Sheila                   | Rosa                             | Angelica                          | Andrea                  | Eliminato (Giorno 71)                | Eliminato (Giorno 71)   | Eliminato (Giorno 71)   | Eliminato (Giorno 71)      | Eliminato (Giorno 71)    | Eliminato (Giorno 71)   | Eliminato (Giorno 71)       | Eliminato (Giorno 71)             | Eliminato (Giorno 71)     | Eliminato (Giorno 71)   | Eliminato (Giorno 71)             | Eliminato (Giorno 71)        | Eliminato (Giorno 71)      | Eliminato (Giorno 71)    | Eliminato (Giorno 71)   | Eliminato (Giorno 71)        | Eliminato (Giorno 71)      | Eliminato (Giorno 71)  | Eliminato (Giorno 71)  | Eliminato (Giorno 71)              | Eliminato (Giorno 71)              | 22                          |
| Caroline    | Non in casa                | Non in casa             | Non in casa             | Non in casa              | Immune                       | Immune                   | Ilaria                           | Angelica                          | Eliminata (Giorno 64)   | Eliminata (Giorno 64)                | Eliminata (Giorno 64)   | Eliminata (Giorno 64)   | Eliminata (Giorno 64)      | Eliminata (Giorno 64)    | Eliminata (Giorno 64)   | Eliminata (Giorno 64)       | Eliminata (Giorno 64)             | Eliminata (Giorno 64)     | Eliminata (Giorno 64)   | Eliminata (Giorno 64)             | Eliminata (Giorno 64)        | Eliminata (Giorno 64)      | Eliminata (Giorno 64)    | Eliminata (Giorno 64)   | Eliminata (Giorno 64)        | Eliminata (Giorno 64)      | Eliminata (Giorno 64)  | Eliminata (Giorno 64)  | Eliminata (Giorno 64)              | Eliminata (Giorno 64)              | 0                           |
| Ilaria      | Non in casa                | Non in casa             | Non in casa             | Non in casa              | Immune                       | Immune                   | Margherita                       | Eliminata (Giorno 57)             | Eliminata (Giorno 57)   | Eliminata (Giorno 57)                | Eliminata (Giorno 57)   | Eliminata (Giorno 57)   | Eliminata (Giorno 57)      | Eliminata (Giorno 57)    | Eliminata (Giorno 57)   | Eliminata (Giorno 57)       | Eliminata (Giorno 57)             | Eliminata (Giorno 57)     | Eliminata (Giorno 57)   | Eliminata (Giorno 57)             | Eliminata (Giorno 57)        | Eliminata (Giorno 57)      | Eliminata (Giorno 57)    | Eliminata (Giorno 57)   | Eliminata (Giorno 57)        | Eliminata (Giorno 57)      | Eliminata (Giorno 57)  | Eliminata (Giorno 57)  | Eliminata (Giorno 57)              | Eliminata (Giorno 57)              | 12                          |
| Sheila      | Cristina                   | Matteo                  | Elisa                   | David                    | Alessandro                   | David                    | Eliminata (Giorno 50)            | Eliminata (Giorno 50)             | Eliminata (Giorno 50)   | Eliminata (Giorno 50)                | Eliminata (Giorno 50)   | Eliminata (Giorno 50)   | Eliminata (Giorno 50)      | Eliminata (Giorno 50)    | Eliminata (Giorno 50)   | Eliminata (Giorno 50)       | Eliminata (Giorno 50)             | Eliminata (Giorno 50)     | Eliminata (Giorno 50)   | Eliminata (Giorno 50)             | Eliminata (Giorno 50)        | Eliminata (Giorno 50)      | Eliminata (Giorno 50)    | Eliminata (Giorno 50)   | Eliminata (Giorno 50)        | Eliminata (Giorno 50)      | Eliminata (Giorno 50)  | Eliminata (Giorno 50)  | Eliminata (Giorno 50)              | Eliminata (Giorno 50)              | 6                           |
| Alessandro  | Immune                     | Pietro                  | David                   | David                    | Sheila                       | Eliminato (Giorno 43)    | Eliminato (Giorno 43)            | Eliminato (Giorno 43)             | Eliminato (Giorno 43)   | Eliminato (Giorno 43)                | Eliminato (Giorno 43)   | Eliminato (Giorno 43)   | Eliminato (Giorno 43)      | Eliminato (Giorno 43)    | Eliminato (Giorno 43)   | Eliminato (Giorno 43)       | Eliminato (Giorno 43)             | Eliminato (Giorno 43)     | Eliminato (Giorno 43)   | Eliminato (Giorno 43)             | Eliminato (Giorno 43)        | Eliminato (Giorno 43)      | Eliminato (Giorno 43)    | Eliminato (Giorno 43)   | Eliminato (Giorno 43)        | Eliminato (Giorno 43)      | Eliminato (Giorno 43)  | Eliminato (Giorno 43)  | Eliminato (Giorno 43)              | Eliminato (Giorno 43)              | 9                           |
| Clivio      | Margherita                 | Matteo                  | Matteo                  | Andrea                   | Eliminato (Giorno 36)        | Eliminato (Giorno 36)    | Eliminato (Giorno 36)            | Eliminato (Giorno 36)             | Eliminato (Giorno 36)   | Eliminato (Giorno 36)                | Eliminato (Giorno 36)   | Eliminato (Giorno 36)   | Eliminato (Giorno 36)      | Eliminato (Giorno 36)    | Eliminato (Giorno 36)   | Eliminato (Giorno 36)       | Eliminato (Giorno 36)             | Eliminato (Giorno 36)     | Eliminato (Giorno 36)   | Eliminato (Giorno 36)             | Eliminato (Giorno 36)        | Eliminato (Giorno 36)      | Eliminato (Giorno 36)    | Eliminato (Giorno 36)   | Eliminato (Giorno 36)        | Eliminato (Giorno 36)      | Eliminato (Giorno 36)  | Eliminato (Giorno 36)  | Eliminato (Giorno 36)              | Eliminato (Giorno 36)              | 13                          |
| Elisa       | Immune                     | Pietro                  | David                   | Eliminata (Giorno 29)    | Eliminata (Giorno 29)        | Eliminata (Giorno 29)    | Eliminata (Giorno 29)            | Eliminata (Giorno 29)             | Eliminata (Giorno 29)   | Eliminata (Giorno 29)                | Eliminata (Giorno 29)   | Eliminata (Giorno 29)   | Eliminata (Giorno 29)      | Eliminata (Giorno 29)    | Eliminata (Giorno 29)   | Eliminata (Giorno 29)       | Eliminata (Giorno 29)             | Eliminata (Giorno 29)     | Eliminata (Giorno 29)   | Eliminata (Giorno 29)             | Eliminata (Giorno 29)        | Eliminata (Giorno 29)      | Eliminata (Giorno 29)    | Eliminata (Giorno 29)   | Eliminata (Giorno 29)        | Eliminata (Giorno 29)      | Eliminata (Giorno 29)  | Eliminata (Giorno 29)  | Eliminata (Giorno 29)              | Eliminata (Giorno 29)              | 8                           |
| Norma       | Cristina                   | Davide                  | Eliminata (Giorno 22)   | Eliminata (Giorno 22)    | Eliminata (Giorno 22)        | Eliminata (Giorno 22)    | Eliminata (Giorno 22)            | Eliminata (Giorno 22)             | Eliminata (Giorno 22)   | Eliminata (Giorno 22)                | Eliminata (Giorno 22)   | Eliminata (Giorno 22)   | Eliminata (Giorno 22)      | Eliminata (Giorno 22)    | Eliminata (Giorno 22)   | Eliminata (Giorno 22)       | Eliminata (Giorno 22)             | Eliminata (Giorno 22)     | Eliminata (Giorno 22)   | Eliminata (Giorno 22)             | Eliminata (Giorno 22)        | Eliminata (Giorno 22)      | Eliminata (Giorno 22)    | Eliminata (Giorno 22)   | Eliminata (Giorno 22)        | Eliminata (Giorno 22)      | Eliminata (Giorno 22)  | Eliminata (Giorno 22)  | Eliminata (Giorno 22)              | Eliminata (Giorno 22)              | 3                           |
| Cristina    | Pietro                     | Eliminata (Giorno 15)   | Eliminata (Giorno 15)   | Eliminata (Giorno 15)    | Eliminata (Giorno 15)        | Eliminata (Giorno 15)    | Eliminata (Giorno 15)            | Eliminata (Giorno 15)             | Eliminata (Giorno 15)   | Eliminata (Giorno 15)                | Eliminata (Giorno 15)   | Eliminata (Giorno 15)   | Eliminata (Giorno 15)      | Eliminata (Giorno 15)    | Eliminata (Giorno 15)   | Eliminata (Giorno 15)       | Eliminata (Giorno 15)             | Eliminata (Giorno 15)     | Eliminata (Giorno 15)   | Eliminata (Giorno 15)             | Eliminata (Giorno 15)        | Eliminata (Giorno 15)      | Eliminata (Giorno 15)    | Eliminata (Giorno 15)   | Eliminata (Giorno 15)        | Eliminata (Giorno 15)      | Eliminata (Giorno 15)  | Eliminata (Giorno 15)  | Eliminata (Giorno 15)              | Eliminata (Giorno 15)              | 4                           |
|             |                            |                         |                         |                          |                              |                          |                                  |                                   |                         |                                      |                         |                         |                            |                          |                         |                             |                                   |                           |                         |                                   |                              |                            |                          |                         |                              |                            |                        |                        |                                    |                                    |                             |
| Annotazioni | Vedi nota 1                | Vedi nota 2             | Vedi nota 3             | Vedi nota 4              | Vedi nota 5                  | Vedi nota 6              | Vedi nota 7                      | Vedi nota 8                       | Vedi nota 9             | Vedi nota 10                         | Vedi nota 11            | Vedi note 12, 13 e 14   | Vedi note 13 e 15          | Vedi note 13, 16 e 17    | Vedi note 13, 18 e 19   | Vedi note 13 e 20           | Vedi nota 21                      | Vedi nota 21              | Vedi nota 21 e 22       | Vedi nota 22                      | Nessuna                      | Nessuna                    | Vedi nota23              | Nessuna                 | Nessuna                      | Nessuna                    | Vedi nota 24           | Vedi nota 24           | Vedi nota 25                       | Vedi nota 25                       |                             |
| Nominati    | Clivio Cristina Rosa       | Matteo Norma Pietro     | Clivio David Elisa      | Clivio David             | Alessandro Sheila            | David Francesca Sheila   | Francesca Ilaria Margherita Rosa | Andrea Angelica Caroline Nando    | David Matteo Nando      | Andrea Francesca                     | Nando Rosa              | Giuliano Olivia Pietro  | Giuliano Olivia            | Biagio Olivia            | Biagio Nathan Roberto   | Biagio Raoul Valentina      | Biagio Erinela Ferdinando Roberto | Biagio Raoul Roberto      | Biagio Emanuele Raoul   | Angelica Biagio Davide            | Giordana Guendalina Rajae    | Biagio Giordana            | Biagio Davide Jimmy      | Emanuele Rajae          | Andrea Davide Emanuele Jimmy | Andrea Emanuele            | Jimmy Rosa             | Jimmy Rosa             | Andrea Ferdinando Jimmy Margherita | Andrea Ferdinando Jimmy Margherita |                             |
| Ritirati    | Nessuno                    | Nessuno                 | Nessuno                 | Nessuno                  | Nessuno                      | Nessuno                  | Nessuno                          | Nessuno                           | Giordana                | Nessuno                              | Nessuno                 | Nessuno                 | Nessuno                    | Rosy                     | Nessuno                 | Nessuno                     | Nessuno                           | Nessuno                   | Nessuno                 | Nessuno                           | Nessuno                      | Nessuno                    | Nessuno                  | Nessuno                 | Nessuno                      | Nessuno                    | Nessuno                | Nessuno                | Nessuno                            | Nessuno                            |                             |
| Espulsi     | Nessuno                    | Nessuno                 | Nessuno                 | Nessuno                  | Nessuno                      | Nessuno                  | Nessuno                          | Nessuno                           | Nessuno                 | Nessuno                              | Nessuno                 | Massimo Matteo Pietro   | Nessuno                    | Nessuno                  | Nathan                  | Nessuno                     | Nessuno                           | Nessuno                   | Nessuno                 | Nessuno                           | Nessuno                      | Nessuno                    | Nessuno                  | Nessuno                 | Nessuno                      | Nessuno                    | Nessuno                | Nessuno                | Nessuno                            | Nessuno                            |                             |
| Eliminati   | Cristina 55% per eliminare | Norma 41% per eliminare | Elisa 67% per eliminare | Clivio 68% per eliminare | Alessandro 70% per eliminare | Sheila 51% per eliminare | Ilaria 70% (su 2) per eliminare  | Caroline 57% (su 2) per eliminare | David 55% per eliminare | Francesca 6 voti su 11 per eliminare | Nando 79% per eliminare | Eliminazione cancellata | Giuliano 59% per eliminare | Olivia 52% per eliminare | Eliminazione cancellata | Valentina 75% per eliminare | Erinela 70% per eliminare         | Roberto 78% per eliminare | Raoul 57% per eliminare | Angelica 52% (su 2) per eliminare | Guendalina 58% per eliminare | Giordana 79% per eliminare | Biagio 58% per eliminare | Rajae 55% per eliminare | Davide 51% per eliminare     | Emanuele 72% per eliminare | Rosa 56% per eliminare | Rosa 56% per eliminare | Jimmy 5% (su 4)                    | Margherita 15% (su 3)              |                             |
| Eliminati   | Cristina 55% per eliminare | Norma 41% per eliminare | Elisa 67% per eliminare | Clivio 68% per eliminare | Alessandro 70% per eliminare | Sheila 51% per eliminare | Ilaria 70% (su 2) per eliminare  | Caroline 57% (su 2) per eliminare | David 55% per eliminare | Francesca 6 voti su 11 per eliminare | Massimo 51% per entrare | Eliminazione cancellata | Giuliano 59% per eliminare | Olivia 52% per eliminare | Eliminazione cancellata | Valentina 75% per eliminare | Erinela 70% per eliminare         | Roberto 78% per eliminare | Raoul 57% per eliminare | Angelica 52% (su 2) per eliminare | Guendalina 58% per eliminare | Giordana 79% per eliminare | Biagio 58% per eliminare | Rajae 55% per eliminare | Davide 51% per eliminare     | Emanuele 72% per eliminare | Rosa 56% per eliminare | Rosa 56% per eliminare | Ferdinando 49% (su 2)              | Andrea 51% per vincere             |                             |

- Nota 1: Alessandro, Elisa e Matteo in qualità di nuovi concorrenti, sono immuni dalle nomination. Ferdinando risulta il più votato nella classifica di gradimento stilata dal pubblico da casa attraverso il televoto, per questa ragione è immune dalle nomination ed è anche dispensato dal peso del voto. Egli, inoltre, ha la possibilità di condividere la sua immunità con una concorrente di sesso opposto: egli sceglie Angelica, che oltre all'oltre a ricevere l'immunità, viene anche dispensata dal peso del voto. Infine sono immuni quei concorrenti che secondo il Grande Fratello si sono esposti maggiormente durante la settimana, ossia: David, Davide, Francesca, Giuliano, Guendalina, Nando, Norma e Sheila.
- Nota 2: Ferdinando risulta il più votato nella classifica di gradimento stilata dal pubblico da casa attraverso il televoto, per questa ragione è immune dalle nomination. Egli, inoltre, ha la possibilità di condividere la sua immunità con un altro concorrente: egli sceglie Angelica, che oltre all'oltre a ricevere l'immunità, viene anche dispensata dal peso del voto. Infine sono immuni quei concorrenti che secondo il Grande Fratello si sono esposti maggiormente durante la settimana, ossia: Alessandro, Clivio, David, Elisa, Francesca, Giuliano, Guendalina, Margherita, Nando e Sheila.
- Nota 3: Ferdinando risulta il più votato nella classifica di gradimento stilata dal pubblico da casa attraverso il televoto, per questa ragione è immune dalle nomination. Egli, inoltre, ha la possibilità di condividere la sua immunità con un altro concorrente: egli sceglie Angelica, che oltre all'oltre a ricevere l'immunità, viene anche dispensata dal peso del voto. Infine sono immuni quei concorrenti che secondo il Grande Fratello si sono esposti maggiormente durante la settimana, ossia: Alessandro, Andrea, Davide, Francesca, Giuliano, Guendalina, Margherita, Nando, Pietro e Sheila.
- Nota 4: Ferdinando risulta il più votato nella classifica di gradimento stilata dal pubblico da casa attraverso il televoto e cede la sua immunità ad Angelica, che, oltre ad essere immune, è anche dispensata dal peso del voto. Inoltre sono immuni quei concorrenti che secondo il Grande Fratello si sono esposti maggiormente durante la settimana, ossia: Alessandro, Davide, Ferdinando, Francesca, Giuliano, Guendalina, Margherita, Nando, Pietro, Rosa e Sheila.
- Nota 5: Caroline e Ilaria in qualità di nuove concorrenti, sono immuni dalle nomination. Ferdinando risulta il più votato nella classifica di gradimento stilata dal pubblico da casa attraverso il televoto e cede la sua immunità ad Angelica, che però la rifiuta e la restituisce nuovamente a Ferdinando, che oltre ad essere immune, è anche dispensato dal peso del voto. Inoltre sono immuni quei concorrenti che secondo il Grande Fratello si sono esposti maggiormente durante la settimana, ossia: Angelica, David, Davide, Francesca, Giuliano, Guendalina, Margherita, Nando, Pietro.
- Nota 6: Il pubblico, attraverso il televoto, ha decretato una classifica di gradimento dei concorrenti. Gli ultimi sei posti di questa classifica sono occupati da David, Francesca, Matteo, Margherita, Rosa e Sheila. Questi ultimi possono essere nominati, mentre tutti gli altri sono immuni dalle nomination. Caroline e Ilaria, in qualità di nuove concorrenti, sono ancora immuni dalle nomination.
- Nota 7: Sono immuni quei concorrenti che secondo il Grande Fratello si sono esposti maggiormente durante la settimana, ossia: Andrea, Angelica, Caroline, David, Davide, Ferdinando, Giuliano, Guendalina, Nando e Pietro.
- Nota 8: Sono immuni quei concorrenti che secondo il Grande Fratello si sono esposti maggiormente durante la settimana, ossia: David, Davide, Giuliano, Margherita, Pietro e Rosa. Ferdinando e Guendalina risultano i più votati nella classifica di gradimento stilata dal pubblico da casa attraverso il televoto per questa ragione non votano e non possono essere votati, ma devono scegliere, fra i concorrenti a rischio nomination, ossia Angelica, Andrea, Caroline, Francesca, Matteo e Nando, due concorrenti a testa da salvare. A Ferdinando viene chiesto di salvare due uomini; egli sceglie Andrea e Matteo; mentre a Guendalina viene chiesto di salvare due donne, ella sceglie Angelica e Francesca. Caroline e Nando, quindi, che non sono stati salvati, vanno automaticamente al televoto e non possono nominare. Coloro che sono salvi possono comunque essere nominati dagli altri inquilini, per questa ragione Andrea e Angelica, che risultano i più votati nella votazione, si aggiungono alla rosa dei nominati.
- Nota 9: Giordana e Olivia, in qualità di nuove concorrenti, sono immuni dalle nomination. Ferdinando risulta il più votato nella classifica di gradimento stilata dal pubblico da casa attraverso il televoto, per questa ragione è immune dalle nomination ed è anche dispensato dal peso del voto. Inoltre sono immuni quei concorrenti che secondo il Grande Fratello si sono esposti maggiormente durante la settimana, ossia: Angelica, Davide, Giuliano, Guendalina, Margherita, Pietro e Rosa. Matteo riceve la nomination d'ufficio come punizione per aver pronunciato una blasfemia.
- Nota 10: C'è una doppia eliminazione durante l'undicesima puntata, per la quale è fondamentale una classifica di gradimento dei concorrenti stilata dal pubblico da casa attraverso il televoto. Andrea e Francesca occupano gli ultimi due posti di questa classifica e per questa ragione sono i candidati all'eliminazione. I concorrenti scelgono tramite apposita votazione chi eliminare; Francesca riceve il maggior numero di voti (6 su 11) ed è di fatto la decima concorrente eliminata dal Grande Fratello.
- Nota 11: Jimmy, in qualità di nuovo concorrente, è immune dalle nomination. Inoltre sono immuni quei concorrenti che secondo il Grande Fratello si sono esposti maggiormente durante la settimana, ossia: Angelica, Davide, Ferdinando, Giuliano, Guendalina, Olivia, Matteo e Pietro. Oltre al televoto per l'eliminazione, il pubblico vota anche per reintegrare o meno nella casa il concorrente del Grande Fratello 10 Massimo Scattarella.
- Nota 12: Jimmy e Massimo in qualità di nuovi concorrenti, sono immuni dalle nomination.
- Nota 13: Angelica, Davide, Ferdinando, Guendalina, Margherita e Rosa sono immuni dalle nomination per 5 settimane. Le immunità sono state decretate rispettivamente dai concorrenti stessi attraverso una votazione apposita (Angelica e Margherita), dal Grande Fratello (Davide e Guendalina) e dal pubblico da casa che attraverso un televoto ha stilato una classifica di gradimento della quale, i primi due classificati, si sono aggiudicati l'immunità (Ferdinando e Rosa).
- Nota 14: In seguito all'espulsione di Pietro, Massimo e Matteo il televoto viene annullato e non c'è nessuna eliminazione.
- Nota 15: Biagio, Erinela, Nathan, Roberto, Rosy e Valentina in qualità di nuovi concorrenti, sono immuni dalle nomination.
- Nota 16: Emanuele e Raoul in qualità di nuovi concorrenti, sono immuni dalle nomination. Fra i sei concorrenti entrati nella casa durante la tredicesima settimana (ossia Biagio, Erinela, Nathan, Roberto, Rosy e Valentina), il Grande Fratello decide di dare l'immunità ad Erinela, Roberto e Valentina. Per questa ragione i nominabili sono Biagio, Nathan e Rosy, i quali si vanno ad aggiungere ad Andrea, Jimmy e Olivia, che sono i nominabili del gruppo di concorrenti entrati nelle settimane precedenti alla tredicesima.
- Nota 17: Nella rosa dei nominati sarebbe dovuta comparire anche Rosy, ma la concorrente ha volontariamente abbandonato la casa del Grande Fratello prima dell'apertura del televoto settimanale. Nonostante ciò, il Grande Fratello ha confermato il televoto sull'eliminazione, ovviamente con la rimozione del nome di Rosy che compariva fra i nominati.
- Nota 18: Oltre ad Angelica, Davide, Ferdinando, Guendalina, Margherita e Rosa (che si avvalgono dell'immunità per un mese) sono immuni quei concorrenti che secondo il Grande Fratello si sono esposti maggiormente durante la settimana, ossia: Emanuele, Erinela, Raoul e Valentina.
- Nota 19: In seguito all'espulsione di Nathan il televoto settimanale viene annullato.
- Nota 20: Oltre ad Angelica, Davide, Ferdinando, Guendalina, Margherita e Rosa (che si avvalgono dell'immunità per un mese) sono immuni quei concorrenti che secondo il Grande Fratello si sono esposti maggiormente durante la settimana, ossia: Emanuele, Erinela e Roberto.
- Nota 21: Andrea, Angelica, Davide, Guendalina, Margherita e Rosa sono immuni dalle nomination per 3 settimane. Le immunità sono state decretate rispettivamente dai concorrenti stessi attraverso una votazione apposita (Andrea e Margherita), dal Grande Fratello (Angelica e Davide) e dal pubblico da casa che attraverso un televoto ha stilato una classifica di gradimento della quale, i primi due classificati, si sono aggiudicati l'immunità (Guendalina e Rosa).
- Nota 22: Giordana, reintegrata nella casa, e Rajae, in qualità di nuova concorrente, sono immuni dalle nomination.
- Nota 23: A causa di una maggioranza di uomini all'interno della casa, le donne sono immuni dall'eliminazione. Gli uomini devono scegliere la persona che vogliono eliminare e i due più votati, rischiano l'eliminazione. Biagio, Davide e Jimmy sono i nomi dei concorrenti scelti per prevalenza numerica di voti. La decisione finale spetta alle donne che sono chiamate a scegliere chi eliminare fra i tre nomi sopraccitati; mentre Rosa sceglie Davide, sia Margherita che Rajae optano per Biagio, che abbandona la casa, ma a sorpresa si apre un televoto e ad avere l'ultima parola sul suo destino è il pubblico, che tuttavia conferma l'eliminazione.
- Nota 24: C'è una seconda eliminazione durante la semifinale. I concorrenti, inizialmente, attraverso una votazione, scelgono Ferdinando come primo finalista del Grande Fratello. Successivamente gli stessi concorrenti sono chiamati ad eliminare direttamente uno di loro. Jimmy risulta il più votato, ma l'ultima parola sull'eliminazione spetta al pubblico; Jimmy deve decidere chi sfidare al televoto tra i ragazzi rimasti in casa, ad eccezione di Ferdinando. Egli sceglie Rosa. Si apre il televoto, che alla fine decreta l'eliminazione di Rosa dalla casa.
- Nota 25: Il voto del pubblico non fu più per "chi vuoi eliminare" ma per "chi vuoi che vinca".

## Episodi di particolare rilievo
- Il 16 ottobre 2010, il rotocalco televisivo Verissimo ha presentato in anteprima le schede dei primi due concorrenti ufficiali: Andrea Cocco, modello trentaduenne italo-giapponese,[8] e Davide Clivio, imprenditore, modello e studente di Pescara[9]. Nella conferenza stampa di presentazione del programma è stata annunciata la presenza di Rosa Baiano[10]. Il 17 ottobre 2010, a Domenica Cinque, vengono presentate in anteprima anche le schede di David Lyoen[11] e Sheila Capodanno[12].
- La prima puntata, andata in onda il 18 ottobre 2010, è stata aperta con un filmato in omaggio a Pietro Taricone, finalista della prima edizione del reality, scomparso tragicamente in un incidente paracadutistico il 29 giugno 2010[13].
- Durante i primi giorni di permanenza nella casa ha fatto molto discutere la presenza nel cast del figlio di un camorrista, Ferdinando Giordano, che in passato ha vissuto indirettamente l'ambiente malavitoso del padre, venuto a mancare nel 2002. Il ragazzo, nonostante prima di entrare nella casa abbia più volte ribadito di non avere nulla a che vedere con la camorra, è stato oggetto di molte critiche da parte dei media che si sono accaniti su di lui con titoli aggressivi e scandalistici. Durante la seconda puntata del reality, andata in onda il 25 ottobre, è stato ospite in studio il dottor Gianni Lettieri, presidente dell’Unione Industriali della provincia di Napoli, che nei giorni precedenti alla puntata aveva criticato Ferdinando temendo che si potesse parlare di camorra in maniera frivola[14].
- Attorno alle ore 22:00 del 6 novembre 2010, la concorrente Rosa Baiano, dopo alcuni malori dovuti ad un accumulo di sabbia renale, ha dovuto abbandonare urgentemente la casa del Grande Fratello per essere trasportata in ospedale ed effettuare degli accertamenti. Attorno alle ore 10:00 del 7 novembre la concorrente è stata accompagnata nuovamente nella casa per proseguire il gioco. Non è la prima volta nella storia del Grande Fratello che un concorrente è costretto a lasciare temporaneamente la casa per motivi di salute: durante l'ottava edizione il concorrente Gian Filippo fu prelevato urgentemente dalla casa ed accompagnato in ospedale per un infortunio al naso. Il suo rientro avvenne qualche ora dopo.[15]
- Il 19 novembre 2010, il concorrente Andrea Cocco è uscito dalla casa del Grande Fratello per essere trasportato in ospedale, dove si è sottoposto ad un intervento chirurgico al tendine della mano sinistra a causa di una lesione avvenuta in occasione di uno dei tanti giochi che lo ha visto protagonista insieme agli altri abitanti della casa, rientrando lo stesso giorno. Il concorrente era già uscito qualche giorno prima per effettuare degli accertamenti che non potevano essere effettuati all'interno della casa. È la terza volta nella storia del programma che un concorrente abbandona temporaneamente la casa per motivi di salute[16].
- Durante la quinta settimana di permanenza nella casa, il concorrente Nando Colelli ha rivelato alla concorrente Margherita Zanatta di aver subito delle molestie sessuali all'età di otto anni. La rivelazione è stata oggetto di molte polemiche da parte dell'Aiart, l'associazione di utenti televisivi cattolici, che non ha gradito che sia stato affrontato un argomento tanto delicato all'interno del reality show[17][18].
- Durante la puntata del 6 dicembre 2010, sono entrati all'interno dell'Arena quattro ex-concorrenti della decima edizione, ossia George Leonard, Mauro Marin, Sarah Nile e Veronica Ciardi, che hanno sfidato i concorrenti attuali in una gara a colpi di bastoni feudali gonfiabili.
- Il 10 dicembre 2010, attorno alle ore 13, la concorrente Francesca Giaccari è uscita dalla casa ed è stata trasportata in un centro diagnostico per alcuni accertamenti che non potevano essere effettuati nella Casa, terminati i quali è rientrata regolarmente. Non sono noti quali fossero i problemi di salute di cui la concorrente avrebbe sofferto[19].
- Due episodi di presunti maltrattamenti di animali avvenuti all'interno della casa hanno spinto l'associazione Animalisti Italiani Onlus a valutare l'idea di un'azione legale nei confronti della trasmissione con la relativa richiesta di sospensione e cancellazione dal palinsesto televisivo dello stesso. Il primo episodio riguarda alcune dichiarazioni della concorrente Guendalina Tavassi, che, alla vista di un uccellino morto nel cortile della casa, ha pensato di regalarlo alla concorrente Angelica Livraghi (estrema sostenitrice dei diritti animali) "in una scatola nera con una croce al centro". Il presidente dell'associazione Walter Caporale ha ritenuto indecorose le dichiarazioni della concorrente a tal punto da chiedere agli autori del reality di prendere dei provvedimenti disciplinari nei suoi confronti. Il secondo episodio riguarda alcuni presunti maltrattamenti compiuti dal concorrente Matteo Casnici ai danni di una gallina, lanciata in aria e fatta cadere a terra e successivamente ripresa e strattonata, con conseguente botta al capo e la frattura di una zampa. L'associazione sottolinea anche che la conduttrice Alessia Marcuzzi, nella puntata del 29 novembre 2010, avrebbe tentato di minimizzare l'accaduto facendo riferimento all'episodio dell'uccellino e limitandosi a definirlo "poverino". Si è parlato dell'accaduto durante la diretta del 13 dicembre 2010 e dato che la violenza fisica nei confronti degli animali va contro le norme e le regole del reality, il concorrente Matteo Casnici, come punizione, ha dovuto scontare un periodo di permanenza nel tugurio. Nel caso della concorrente Guendalina Tavassi, dato che non vi è stato alcun tipo di violenza nei confronti dell'uccellino da lei citato, non è stato preso alcun tipo di provvedimento[20].
- Durante il 52º giorno, il concorrente Davide Baroncini ha violentemente spintonato il coinquilino David Lyoen durante una rissa. Poiché la violenza fisica va contro le norme e le regole del Grande Fratello, il concorrente ha scontato come punizione un periodo di permanenza all'interno del tugurio.
- In occasione della finale della Mediafriends Cup, iniziativa a scopo benefico dedicata a tutte le persone malate di leucemia, l'ex calciatore Ciccio Graziani è entrato all'interno della casa del Grande Fratello per scegliere quale fra i concorrenti avrebbe portato alla partita di beneficenza che ha visto protagonisti da una parte la Nazionale Cantanti e dall'altra il Grande Fratello Team (composto dai protagonisti delle passate edizioni del reality). Dopo una serie di allenamenti quotidiani che si sono svolti all'interno dell'arena, l'ex calciatore ha scelto il concorrente Pietro Titone, che il 16 dicembre 2010 è stato prelevato dalla casa e accompagnato allo Stadio Flaminio di Roma, luogo in cui si è svolta la manifestazione, al termine della quale è stato scortato nuovamente all'interno della casa per proseguire il gioco[21][22].
- Il 17 dicembre 2010 la concorrente Rosa Baiano ha accusato un malore causato da un improvviso calo di pressione. Poiché si è trattato di un malore di lieve entità, che non ha avuto gravi conseguenze, non si è ricorsi all'intervento del medico[23].
- Nella puntata del 20 dicembre 2010, tutte le concorrenti donne (ad eccezione di Olivia e Giordana che erano appena entrate all'interno della casa) sono uscite dalla casa e sono state scortate a San Casciano dei Bagni per una gita alle terme locali. Quando sono rientrate in casa, non hanno potuto rivelare nulla agli altri concorrenti, ma hanno fatto creder loro di aver trascorso un periodo di permanenza all'interno del tugurio. La verità è stata rivelata ai concorrenti che non erano a conoscenza del viaggio nella puntata del 27 dicembre 2010.
- Il 21 dicembre 2010, appena poche ore dopo il suo ingresso nella casa, la concorrente Giordana Sali è stata accompagnata in ospedale dai produttori del reality per accertamenti che non potevano essere effettuati all'interno della casa, terminati i quali sarebbe dovuta rientrata regolarmente, ma gli accertamenti medici hanno rivelato una gravità maggiore rispetto a quanto si pensava e la concorrente non è potuta rientrare in casa. Per questa ragione è stata ufficialmente sospesa dal gioco in attesa che si potesse riprendere.[24][25] È rientrata nella casa dopo circa due mesi, il 21 febbraio 2011.
- Il 4 gennaio 2011, la concorrente Angelica Livraghi è uscita dalla casa per effettuare una visita dentistica, terminata la quale, è rientrata regolarmente in gioco.[26]
- Il 7 gennaio 2011, i concorrenti hanno partecipato in qualità di giudici ad una manifestazione che coinvolgeva i concorrenti delle edizioni spagnole e israeliane del format del Grande Fratello. Il cross-over è avvenuto in collegamento via satellite e i concorrenti dell'edizione italiana hanno assistito ad una rappresentazione canora eseguita dai concorrenti israeliani e spagnoli (nello specifico, due canzoni cantante in passato all'Eurovision Song Contest) e hanno giudicato quale delle due fosse la migliore. Ulteriori giudici della manifestazione sono stati i concorrenti dell'edizione Argentina e Greca.
- Il 24 gennaio 2011 sono entrati nella casa, in qualità di ospiti speciali, gli attori protagonisti del film Immaturi, ossia Ambra Angiolini, Ricky Memphis, e i comici Luca e Paolo, che sono stati complici di uno scherzo realizzato ai danni dei concorrenti Guendalina, Nathan e Raoul.
- Il 21 febbraio 2011 sono entrati nella casa, in qualità di ospiti speciali, i conduttori del programma televisivo La corrida, ossia Flavio Insinna e Antonella Elia.
- Durante la ventiquattresima settimana ai concorrenti è stata assegnata una prova di canto: tra le canzoni che dovevano ascoltare ed imparare ci sono state Gloria e Ti amo di Umberto Tozzi e Vattene amore di Amedeo Minghi e Mietta. Durante la venticinquesima puntata di lunedì 4 aprile 2011, i due famosi interpreti delle suddette canzoni, ossia Umberto Tozzi e Mietta, sono entrati nella casa in qualità di supporter per re-interpretare i loro brani insieme agli inquilini della casa del Grande Fratello, in occasione della verifica finale della prova.[27]
- L'11 aprile 2011 l'attrice Sabrina Ferilli è entrata nella casa in qualità di ospite speciale, ed è stata complice di uno scherzo realizzato ai danni dei concorrenti.
- Nella puntata finale, ospite di rilievo è stato il cantautore Alex Britti.

## Polemiche sulle bestemmie e sul televoto
Nella notte fra il 17 e il 18 dicembre il concorrente Matteo Casnici, durante una conversazione con i concorrenti Davide Baronicini e Francesca Giaccari, ha accidentalmente pronunciato un'espressione blasfema: l'accaduto è stato oggetto di molte polemiche, soprattutto da parte dei telespettatori cattolici che seguono il programma. Per questa ragione il Grande Fratello ha preso dei provvedimenti nei confronti del concorrente e ha deciso di non ricorrere all'espulsione, come avvenuto in casi analoghi nelle precedenti edizioni, ma di punirlo con la nomination d'ufficio.
Successivamente, l'ex concorrente del Grande Fratello 10 Massimo Scattarella, espulso per bestemmia, chiese di essere reintegrato nella casa o, in alternativa, un provvedimento analogo a quello da lui subìto per Matteo Casnici. L'ex concorrente è stato ospite in studio nella puntata del 27 dicembre 2010, ricordando agli autori del reality che tutti i concorrenti firmano un contratto con Endemol che vieta esplicitamente la bestemmia o l'imprecazione, pena la squalifica dalla trasmissione. Il Grande Fratello ha quindi concesso a Massimo una seconda chance, facendo decidere al pubblico se poteva diventare o meno un concorrente ufficiale del Grande Fratello 11. L'uomo è entrato nella casa il 27 dicembre 2010 e ha atteso il responso del televoto scontando una settimana di permanenza all'interno del tugurio in perfetta solitudine.
Alla fine il pubblico ha votato per la riammissione e Massimo è entrato nella casa in qualità di concorrente ufficiale il 3 gennaio 2011. Questa decisione è stata oggetto di molte polemiche da parte del Moige, che il 4 gennaio 2011 ha diramato un comunicato stampa ufficiale in cui si accusava il reality di Canale 5 di fornire ai telespettatori uno show indecoroso e deplorevole, in cui i limiti della pubblica decenza sono stati abbondantemente superati, poiché in passato la bestemmia in diretta televisiva era sempre stata condannata pesantemente e non si era mai assistito al perdono o al reintegro di un bestemmiatore.
Anche il quotidiano cattolico Avvenire si è scagliato contro la trasmissione pubblicando un articolo in cui il reality viene accusato di fare spettacolo dell'offesa a Dio e alla buona educazione che accomuna credenti e non credenti. Successivamente, l'8 gennaio 2011, a causa di un deprecabile episodio accaduto all'interno della casa, gli autori hanno a sorpresa annullato il televoto settimanale tra i tre concorrenti a rischio eliminazione e cioè Giuliano Cimetti, Olivia Lechner e Pietro Titone. Il Grande Fratello, in un comunicato ufficiale diramato dal sito della trasmissione, ha aggiunto che avrebbe rimborsato completamente tutti gli spettatori che avevano votato durante la settimana.
Le cause di questo annullamento sono dovute ad un'altra bestemmia pronunciata nella notte fra il 7 e l'8 gennaio 2011 dal concorrente Pietro Titone. In seguito a tale evento, ci sono state ulteriori polemiche e la questione delle bestemmie in tv ha suscitato forti reazioni negative da parte di molte associazioni religiose italiane; per questa ragione e per il basso livello raggiunto dai concorrenti di questa edizione, Mediaset, editrice del reality, nella puntata del 10 gennaio 2011 ha ritenuto opportuno intervenire con un comunicato ufficiale in cui squalificava tutti i concorrenti rei di aver pronunciato una bestemmia all'interno della casa, ossia Matteo Casnici, Pietro Titone e Massimo Scattarella (che pronunciò una bestemmia durante il Grande Fratello 10). Una decisione senza precedenti nella storia del Grande Fratello.
Qualche giorno dopo l'espulsione di massa, l'unione nazionale consumatori ha avviato un'azione collettiva contro il televoto della trasmissione. Infatti Massimiliano Dona, segretario generale dell'UNC, ha ritenuto opportuno che i telespettatori che attraverso il sistema del televoto avevano deciso la riammissione di Massimo Scattarella nella casa venissero rimborsati, ritenendo che nessuno di loro avrebbe espresso il proprio voto e investito il proprio denaro, se solo avessero potuto immaginare che l'esito del televoto sarebbe poi stato annullato a causa della decisione dell'editore Mediaset, che in seguito al susseguirsi di polemiche che la questione delle bestemmie in tv e la stessa riammissione del concorrente avevano provocato, ha successivamente espulso tutti i concorrenti accusati di aver bestemmiato, incluso Scattarella.
Un'altra polemica è stata generata dal meccanismo del televoto del casting online. Per alcuni mesi, infatti (precisamente dal 3 settembre al 15 dicembre 2010), è stato chiesto al pubblico di votare attraverso l'invio di un sms, un video di presentazione caricato dagli aspiranti concorrenti sul sito ufficiale della trasmissione. Il concorrente che fosse entrato nella casa sarebbe poi stato scelto dagli autori tra i cinquanta video più votati. Tuttavia, secondo le accuse, la votazione dei telespettatori è stata inutile, poiché sul sito della trasmissione è stilata una classifica dei cinquanta più votati e nessuno dei primi quindici risulta essere arrivato alla diretta televisiva, a discapito dei telespettatori che avevano votato per oltre tre mesi il proprio preferito. Si è supposto anche che il vincitore di suddetto casting, Nathan Lelli, che si è classificato al 25º posto della classifica, appartenesse ad una nota agenzia del mondo dello spettacolo facendo intendere ancora una volta da parte degli autori il totale disinteresse del voto del pubblico a favore di una raccomandazione da parte dell'agenzia del concorrente sopraccitato.
Per questa ragione anche l'antitrust si è interessato ad aprire un'indagine sul sistema del televoto, che vaglierà per i prossimi mesi le posizioni di RTI, Telecom Italia e TXT Polymedia al fine di stabilire se vi siano state delle violazioni o meno ai danni dei telespettatori. Per tutta risposta, il 14 gennaio 2011, il Grande Fratello ha diramato un comunicato sul proprio sito ufficiale confermando la regolare gestione del televoto del casting online e sostenendo che il concorrente scelto per entrare nella casa, Nathan Lelli, non avesse alcun legame con agenzie di management, cosa che, peraltro, non sarebbe stata contraria al regolamento.
Il 17 gennaio 2011 Alessia Marcuzzi aprì la 14ª puntata serale annunciando che anche i telespettatori che avevano precedentemente votato per il reintegro di Massimo Scattarella sarebbero stati completamente rimborsati. Quando le polemiche sembravano essersi placate, il 27 gennaio il concorrente Nathan Lelli pronunciò un'ulteriore bestemmia mentre organizzava uno scherzo ai danni di altri concorrenti: immediata la richiesta da parte delle associazioni dei consumatori della sospensione del televoto settimanale e dell'espulsione del concorrente (che lo vedeva a rischio eliminazione insieme ai concorrenti Biagio D'Anelli e Roberto Manfredini), avvenuta nel tardo pomeriggio dello stesso 27 gennaio; anche in questo caso il Grande Fratello assicurò che tutti i telespettatori partecipanti al televoto sarebbero stati rimborsati.

## Casting online
In quest'edizione, si è svolta una selezione online tramite televoto, alla quale hanno partecipato oltre 13000 candidati. È risultato vincitore del Casting online Raffaele Falco, trentanovenne di Afragola, ma tra i 50 più votati l'organizzazione ha scelto come concorrente Nathan Lelli, che il 10 gennaio 2011 è entrato nella casa, venendone espulso dopo poco più di due settimane per aver pronunciato una bestemmia.

## Ascolti
| Puntata    | Messa in onda    | Telespettatori | Share  |
| ---------- | ---------------- | -------------- | ------ |
| 1          | 18 ottobre 2010  | 5 906 000      | 27,06% |
| 2          | 25 ottobre 2010  | 4 903 000      | 21,36% |
| 3          | 1º novembre 2010 | 4 465 000      | 20,04% |
| 4          | 8 novembre 2010  | 4 862 000      | 19,89% |
| 5          | 15 novembre 2010 | 5 205 000      | 20,39% |
| 6          | 22 novembre 2010 | 5 219 000      | 19,98% |
| 7          | 29 novembre 2010 | 4 908 000      | 19,46% |
| 8          | 6 dicembre 2010  | 4 545 000      | 20,56% |
| 9          | 13 dicembre 2010 | 4 694 000      | 21,82% |
| 10         | 20 dicembre 2010 | 4 344 000      | 19,82% |
| 11         | 27 dicembre 2010 | 4 875 000      | 21,83% |
| 12         | 3 gennaio 2011   | 5 606 000      | 25,42% |
| 13         | 10 gennaio 2011  | 5 678 000      | 25,65% |
| 14         | 17 gennaio 2011  | 5 265 000      | 24,12% |
| 15         | 24 gennaio 2011  | 5 447 000      | 24,25% |
| 16         | 31 gennaio 2011  | 5 771 000      | 24,48% |
| 17         | 7 febbraio 2011  | 5 708 000      | 24,96% |
| 18         | 14 febbraio 2011 | 5 356 000      | 23,26% |
| 19         | 21 febbraio 2011 | 5 667 000      | 24,02% |
| 20         | 28 febbraio 2011 | 4 980 000      | 19,84% |
| 21         | 7 marzo 2011     | 6.189.000      | 26,28% |
| 22         | 14 marzo 2011    | 6 095 000      | 25,06% |
| 23         | 21 marzo 2011    | 5 883 000      | 24,23% |
| 24         | 28 marzo 2011    | 6 323 000      | 25,79% |
| 25         | 4 aprile 2011    | 5 962 000      | 25,86% |
| Semifinale | 11 aprile 2011   | 6 233 000      | 27,51% |
| Finale     | 18 aprile 2011   | 6 622 000      | 32,79% |
| Media      | Media            | 5 433 000      | 23,55% |

### Ascolti giornalieri
In questa tabella sono indicati i risultati in termini di ascolto della striscia quotidiana andata in onda ogni giorno su Canale 5 all'interno del talk show Pomeriggio Cinque nei giorni feriali e all'interno di Domenica Cinque alla domenica.
| Canale 5          | Settimana 1   | Settimana 2   | Settimana 3   | Settimana 4   | Settimana 5   | Settimana 6   | Settimana 7   | Settimana 8   | Settimana 9   | Settimana 10  | Settimana 11  | Settimana 12  | Settimana 13  | Settimana 14  | Settimana 15  | Settimana 16  | Settimana 17  | Settimana 18  | Settimana 19  | Settimana 20  | Settimana 21  | Settimana 22  | Settimana 23  | Settimana 24  | Settimana 25  | Settimana 26  |
| ----------------- | ------------- | ------------- | ------------- | ------------- | ------------- | ------------- | ------------- | ------------- | ------------- | ------------- | ------------- | ------------- | ------------- | ------------- | ------------- | ------------- | ------------- | ------------- | ------------- | ------------- | ------------- | ------------- | ------------- | ------------- | ------------- | ------------- |
| Martedì           | 2.144m 21,26% | 2.238m 17,27% | 1.934m 12,60% | 2.046m 13,54% | 2.501m 16,30% | 2.542m 16,68% | 2.321m 15,50% | 1.358m 9,96%  | 2.473m 16,31% | 2.087m 15,74% | 2.122m 14,29% | 1.746m 12,15% | 2.361m 16,76% | 2.619m 18,04% | 2.486m 16,17% | 2.558m 16,03% | 2.617m 18,08% | 2.628m 17,47% | 2.337m 16,45% | 2.623m 16,77% | 2.743m 19,79% | 2.989m 20,84% | 2.621m 20,41% | 2.496m 21.01% | 2.266m 20.34% | 2.336m 22.50% |
| Mercoledì         | 1.772m 14,31% | 1.787m 14,44% | 1.924m 13,21% | 2.095m 13,73% | 2.319m 15,33% | 2.256m 15,36% | 2.055m 13,55% | 1.270m 8,30%  | 2.251m 15,07% | 2.040m 15,32% | 2.116m 14,95% | 1.710m 12,08% | 2.245m 15,51% | 2.253m 14,85% | 2.332m 14,53% | 2.623m 17,19% | 2.530m 17,41% | 2.628m 16,02% | 2.437m 16,12% | 2.777m 18,96% | 2.573m 18,95% | 3.195m 21,21% | 2.786m 22,30% | 2.552m 22,66% | 2.129m 21,12% | 2.659m 23,51% |
| Giovedì           | 1.740m 14,47% | 1.720m 14,46% | 1.653m 12,23% | 2.152m 14,79% | 2.630m 17,06% | 2.134m 14,30% | 2.004m 17,27% | 2.196m 15,77% | 2.069m 14,03% | 2.001m 14,83% | 2.036m 14,39% | 1.439m 8,67%  | 2.380m 16,79% | 2.417m 16,16% | 2.630m 16,97% | 2.536m 16,73% | 2.723m 18,48% | 2.371m 16,42% | 2.525m 17,49% | 2.720m 18,31% | 2.388m 17,93% | 2.951m 17,36% | 2.671m 22,54% | 2.401m 22,23% | 2.125m 21,47% | 2.482m 20,98% |
| Venerdì           | 1.747m 14,92% | 1.747m 14,58% | 1.835m 12,85% | 1.932m 15,31% | 2.391m 17,05% | ?.???m ??,??% | 2.050m 14,48% | 2.435m 18,44% | 2.419m 15,52% | 1.640m 11,12% | 1.629m 11,41% | 1.879m 12,84% | 2.302m 16,11% | 2.348m 16,01% | 2.772m 18,20% | 2.516m 17,43% | 2.479m 17,04% | 2.393m 16,08% | 2.448m 16,76% | 2.566m 17,88% | 2.633m 19,03% | 2.551m 19,76% | 2.470m 20,07% | 2.143m 21,75% | 2.042m 21,22% | 2.180m 18,77% |
| Sabato            | non in onda   | non in onda   | non in onda   | non in onda   | non in onda   | non in onda   | non in onda   | non in onda   | non in onda   | non in onda   | non in onda   | non in onda   | non in onda   | non in onda   | non in onda   | non in onda   | non in onda   | non in onda   | non in onda   | non in onda   | non in onda   | non in onda   | non in onda   | non in onda   | non in onda   | non in onda   |
| Domenica          | 2.934m 14,54% | ?.???m ??,??% | 2.264m 10,70% | 2.646m 14,72% | 2.568m 11,99% | 2.601m 11,72% | ?.???m ??,??% | ?.???m ??,??% | ?.???m ??,??% | 2.013m 12,03% | 2.271m 11,81% | 2.924m 14,28% | 2.305m 11,24% | 2.579m 12,15% | 2.156m 9,95%  | 2.310m 11,69% | 2.265m 10,68% | 2.379m 11,01% | 2.709m 12,40% | 2.702m 13,18% | 2.747m 11,70% | 2.716m 12,90% | 2.613m 13,64% | 1.765m 8,91%  | 2.046m 11,05% | 2.312m 12,60% |
| Domenica          | 3.018m 18,42% | 2.481m 13,60% | 2.816m 13,45% | 2.313m 10,75% | 2.868m 15,29% | 2.874m 14,25% | 2.802m 16,00% | 2.401m 13,61% | non in onda   | non in onda   | non in onda   | non in onda   | 2.429m 13,32% | 2.781m 14,89% | 3.208m 16,46% | 2.729m 15,17% | 3.095m 16,61% | 2.779m 14,42% | 3.288m 17,21% | 2.994m 17,15% | 3.178m 15,95% | 3.390m 19,02% | 2.711m 18,25% | 2.242m 18,56% | 2.666m 21,11% | 2.368m 17,45% |
| Lunedì            | 1.953m 14,30% | 1.728m 9,29%  | 1.884m 12,31% | 2.018m 13,18% | 2.175m 14,66% | 2.165m 14.34% | 1.964m 13.19% | 2.246m 15,65% | 2.154m 15,91% | 1.996m 12,82% | 1.971m 13,23% | 2.153m 14,89% | 2.250m 15,64% | 2.545m 17,32% | 2.824m 18,26% | 2.462m 16,39% | 2.342m 16,46% | 2.468m 16,97% | 2.425m 15,37% | 2.796m 19,07% | 2.638m 18,89% | 2.767m 20,02% | 2.643m 21.14% | 2.166m 21.89% | 2.141m 21.82% | 2.075m 21.43% |
| Media Settimanale | 2.186m 16,03% | 1.950m 13,94% | 2.044m 12,47% | 2.171m 13,71% | 2.493m 15,38% | 2.428m 14,44% | 2.199m 14,99% | 1.984m 13,62% | 2.273m 15,36% | 1.962m 13,64% | 2.024m 13,34% | 1.975m 12,48% | 2.324m 15,05% | 2.506m 15,63% | 2.681m 15,79% | 2.533m 15,80% | 2.578m 16,39% | 2.520m 15,48% | 2.596m 15,82% | 2.740m 17,33% | 2.700m 17,46% | 2.937m 18,73% | 2.645m 19,75% | 2.252m 19,57% | 2.202m 19,73% | 2.344m 19,60% |
| Media Finale      | 2.355m 15,82% | 2.355m 15,82% | 2.355m 15,82% | 2.355m 15,82% | 2.355m 15,82% | 2.355m 15,82% | 2.355m 15,82% | 2.355m 15,82% | 2.355m 15,82% | 2.355m 15,82% | 2.355m 15,82% | 2.355m 15,82% | 2.355m 15,82% | 2.355m 15,82% | 2.355m 15,82% | 2.355m 15,82% | 2.355m 15,82% | 2.355m 15,82% | 2.355m 15,82% | 2.355m 15,82% | 2.355m 15,82% | 2.355m 15,82% | 2.355m 15,82% | 2.355m 15,82% | 2.355m 15,82% | 2.355m 15,82% |